# Arembepe

Arembepe, Ortsteil von Camaçari

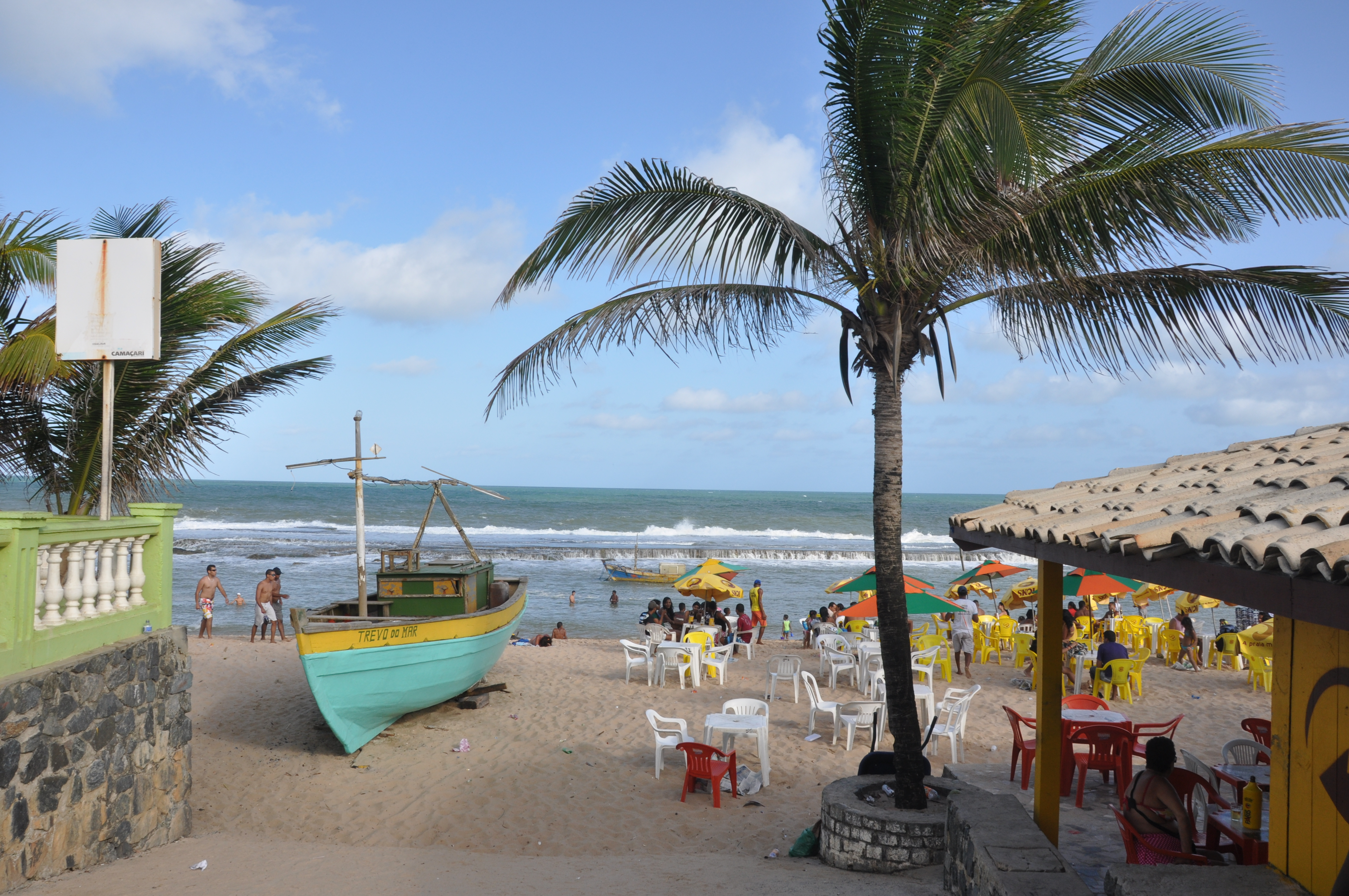
Zugang zum Praia de Arembepe

Arembepe, amtlich portugiesisch Subdistrito de Arembepe, ist ein ca. 41 km nördlich der Hauptstadt Salvador da Bahia entfernt liegendes ehemaliges Fischerdorf im Bundesstaat Bahia in Brasilien. Er ist ein Unterbezirk von Camaçari.
Er liegt direkt an der vielbefahrenen und mautpflichtigen Bundesstraße Linha Verde (Estrada do Coco) und ist dank einer Besiedlung durch Hippies in den 1970er-Jahren in Brasilien sehr bekannt geworden. Im Glauben der afro-brasilianischen Religion Candomblé spielt dieser Ort ebenfalls eine wichtige Rolle, weil von hier ausgehend Prozessionen mit Booten zu Ehren der Meeresgöttin Iemanjá bzw. Yemayá stattfinden. 
Der Name Arembepe kommt aus den indigenen Sprachen Tupí Guarani und bedeutet Jenes, das uns betrifft. Vor seiner Gründung vor ca. 150 Jahren war Arembepe eine Kokospalmenpflanzung am Meer. Heute ist Arembepe ein touristischer Ort mit einer eigenen Infrastruktur in Hinblick auf Pensionen und Restaurants. Am langgestreckten Strand Praia de Arembepe finden sich einige Strandbars, die Fisch und Fischgerichte anbieten. Insbesondere finden sich Wochenendtouristen aus dem nahegelegenen Salvador da Bahia ein, da es nach Arembepe eine gute Busverbindung über die Estrada do Coco der Landesstraße BA-099 gibt.